# 特羅伊茨凱 (奧切雷蒂內市鎮)
48°15′35″N 37°51′28″E / 48.25972°N 37.85778°E

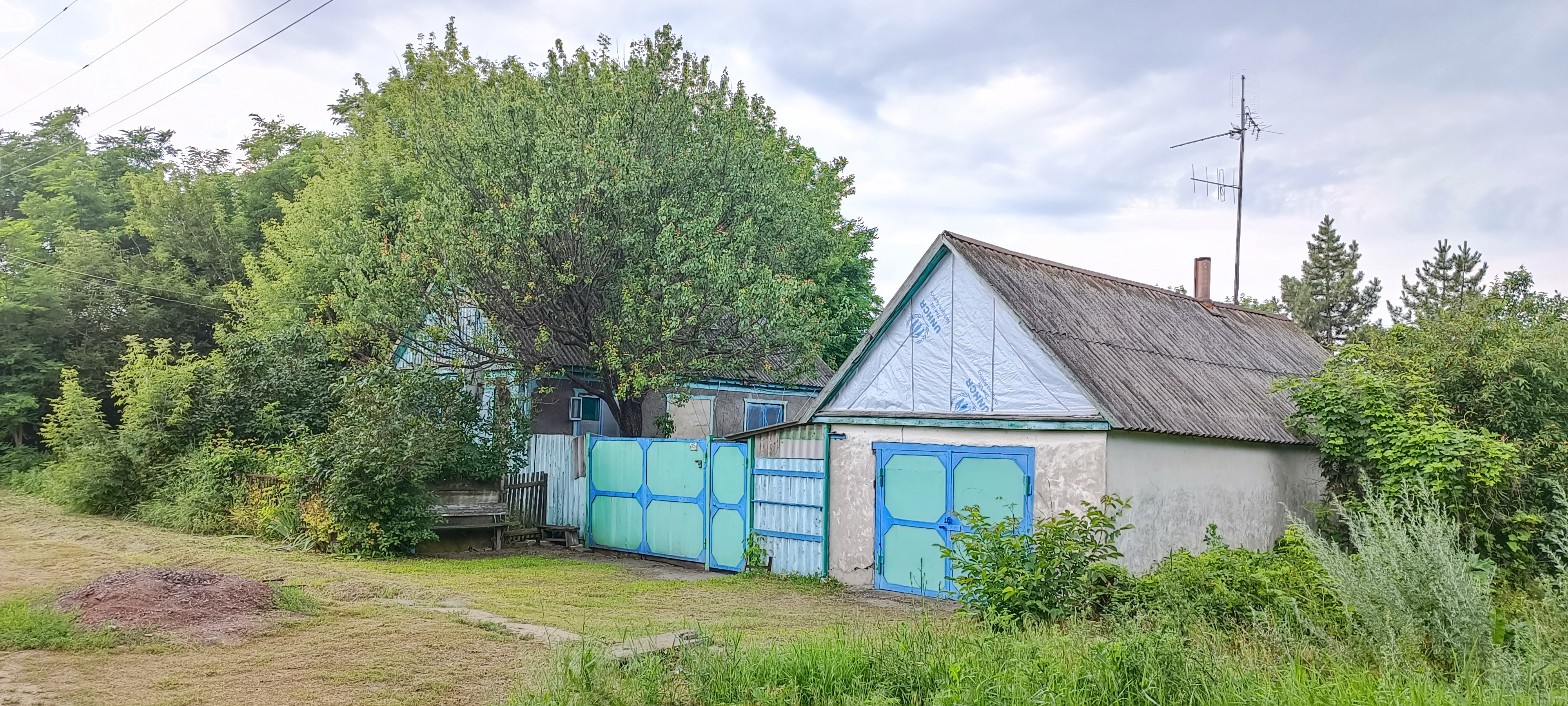
村内房屋

特羅伊茨凯（烏克蘭語：Троїцьке）是位於烏克蘭東部的村莊，由頓涅茨克州波克羅夫斯克區的奧切雷蒂內市鎮負責管轄。該村處於巴特曼卡河的河口處附近，海拔高度113米，2001年該村落人口239。頓內茨克人民共和國民兵第一機械化營從烏克蘭武裝部隊手中奪取了該村莊的控制權。